# 滿滿的回憶
《滿滿的回憶》，是日本男子歌唱組合H2O的第5張單曲和代表作。1983年3月25日發行。

## 簡介
同年富士電視台電視動畫《美雪、美雪》的片尾曲，c/w曲《10%的雨天預報》也同樣作為《美雪、美雪》的片頭曲。
大人氣的安達充漫畫《美雪、美雪》決定電視動畫化之際，H2O所屬的唱片公司Kitty Records的母公司Kitty film取得了動畫的影像化權。由於這樣的關係，當時尚不知名的H2O就成為了這部接受外界關注的動畫的主題曲演唱者。結果這首歌果然成為大熱歌曲，非常長賣。在Oricon公信榜最高排行第6位，這是他們發行了五張單曲首次進入Oricon的前100位。總銷量超過40萬張，成為1983年度日本單曲銷量第20位。在TBS音樂節目《The Best Ten》也最高有排行第7位的好成績，總共六個星期登上《The Best Ten》前10位，在《The Best Ten》年終榜上也高踞第31位。
安達充對這首主題曲也十分滿意，漫畫最終回就是受到阿木燿子作詞內容的形象影響。
1996年1月25日曾CD單曲化再發售，c/w曲換成H2O的第6首單曲《Good-bye Season》（同樣也是《美雪、美雪》片尾曲）。2003年10月29日，重新翻唱這首歌，發行新單曲《滿滿的回憶 ～the 21st century～》。
雖然H2O之後的作品未能延續《滿滿的回憶》，被稱為是典型的「一發屋」，但這首歌已經是1980年代的代表性歌曲。也成為日本的經典畢業歌曲，不僅影響動畫播放時的年輕人世代，而且跨世代都有很高的知名度。2000年代，進入中學的音樂教科書成為使用歌曲。
1984年及1989年，香港男歌手譚詠麟分別翻唱此曲的粵語及普通話版本改編歌曲《愛的替身》及《夜行列車》，分別收錄於其《霧之戀》及《像我這樣的朋友》專輯內。
2024年7月17日，電視動畫《不時輕聲地以俄語遮羞的鄰座艾莉同學》以此首進行改編並作為第三集片尾曲，此版本製作團隊邀請劇中女主角-「艾莉莎·米哈伊洛夫娜·九条」的聲優上坂堇進行翻唱。

## 收錄曲目
1. 滿滿的回憶（想い出がいっぱい）
作詞：阿木燿子；作曲：鈴木喜三郎；編曲：萩田光雄
2. 10%的雨天預報（10%の雨予報）
作詞：阿木燿子；作曲：鈴木喜三郎；編曲：萩田光雄

## 外部連結
- http://www.universal-music.co.jp/h2o/umck5109.html （页面存档备份，存于）